# Bandera de Valleseco
La bandera de el municipio grancanario de Valleseco está compuesta por una diagonal dividida en dos mitades desde el ángulo superior izquierdo hasta el inferior izquierda, amarillo en la mitad inferior y verde en la superior.

## Simbolismo
Simboliza la especial configuración de Valleseco como municipio situado en el tránsito de las zonas de medianías y cumbres de Gran Canaria el verde es el color predominante en los prados, árboles y sementeras de Valleseco durante buena parte del año. La configuración Física de Valleseco, jalonada por tres valles (Madrelagua, Valleseco y de la Virgen) y montañas, por lomos y barrancos, hace que en una parte de su superficie (la expuesta al norte) domine la sombra, e1 verde, la umbría. Es el verde del millo que los agricultores de Valleseco sembraban anualmente como ofrenda a su santo patrón y que históricamente ha recibido la denominación de "el macho del millo de San Vicente". El oro viejo es el color dominante durante el verano, cuando maduran las sementeras, en especial trigo, centeno y millo. Es el color que simboliza la recogida y ofrenda del denominado "macho del millo de San Vicente" y el color que aparece en aquella parte del municipio (la solana) donde el sol da de lleno.